# Titularbistum Carallia
Carallia ist ein Titularbistum der römisch-katholischen Kirche.
Es geht zurück auf einen untergegangenen Bischofssitz in der antiken Stadt Karallia, die in der Landschaft Pamphylien im Westen Kleinasiens lag. Der Bischofssitz war der Kirchenprovinz Side zugeordnet. 
| Titularbischöfe von Carallia |                          |                                                     |                   |                   |
| Nr.                          | Name                     | Amt                                                 | von               | bis               |
| 1                            | Cornelius Bronsveld MAfr | Apostolischer Vikar in Tabora (Tansania)            | 31. Mai 1950      | 25. März 1953     |
| 2                            | Pierre Khuât-Vañ-Tao     | Apostolischer Administrator von Hai Phòng (Vietnam) | 7. Mai 1955       | 24. November 1960 |
| 3                            | Louis Joseph Cabana MAfr | Apostolischer Vikar in Uganda (Uganda)              | 20. Dezember 1960 | 17. Januar 1981   |